# Бесполов, Федот Евдокимович
Федот Евдокимович Бесполов (1895—1983) — инженер-конструктор, кораблестроитель, разработчик проектов и строитель сторожевых кораблей, эскадренных миноносцев, Главный конструктор тяжёлого крейсера проекта 69 типа «Кронштадт» и линейного корабля проекта 24, Главный конструктор ЦНИИ-45 (ныне Крыловский государственный научный центр), кандидат технических наук, лауреат Сталинской премии первой степени.

## Биография
Федот Евдокимович Бесполов родился 13 ноября 1895 года в Саратове в трудовой, но бедной и религиозной семье. Федот был средним сыном, в семье кроме него росли старший брат и младший Ипполит, а также сестра Ефросинья.

### Ранние годы
Грамоту и математику изучил на дому у престарелой учительницы, которая, заметив его способности, убедила родителей отдать Федота учиться дальше и определила его в подготовительный класс Саратовского реального училища, которое он окончил в 1913 году. После окончания училища он подал документы для поступления в Санкт-Петербургский политехнический институт императора Петра Великого, но по конкурсу не прошёл. Чтобы не пропал год, поехал в Екатеринослав, где поступил в Горный институт, во время учёбы в котором подрабатывал грузчиком в порту. В 1914 году вновь подал документы и поступил на кораблестроительное отделение петроградского политехнического института. Летом 1915 года проходил практику в Николаевском торговом порту, а затем на пароходе «Михаил» плавал между Николаевом и Одессой. Весной 1916 года Бесполов был призван на военную службу, но вскоре по состоянию здоровья получил отсрочку и продолжил учёбу. Во время учёбы в институте окончил курсы машинописи и стенографии. Во время Февральской революции участвовал в студенческих митингах. Летом 1917 года проходил практику на судостроительном заводе в Петрограде, стажировался в бригаде по сборке угольных барж для Белого моря. После окончания практики уехал в отпуск к родителям в Саратов, где заболел, и после выздоровления в Петроград не вернулся, так как занятия в институте были прерваны.
Весной 1918 года устроился работать в Саратовское районное управление водного транспорта. Работал сначала чертёжником второго разряда, затем получил первый разряд. С декабря 1918 по 1921 год работал заведующим отделением мастерских, которое объединяло все ремонтные предприятия по восстановлению волжских теплоходов, пароходов, буксиров и землечерпалок от Хвалынска до Царицына. В феврале 1921 года был откомандирован в Петроград для окончания института. Во время учёбы работал библиотекарем, казначеем, был председателем научного кружка кораблестроителей института, но чтобы прокормиться, ему приходилось также работать грузчиком в порту и на лесных складах. Летом 1924 года проходил практику на судостроительном завод им. А. А. Жданова, где принимал участие в ремонте и сдаточных испытаниях эскадренных миноносцев типа «Новик». Участвовал в ремонте парохода «Совет», на котором после окончания ремонта совершил рейс в Лондон. После окончания практики Беспалову предложили остаться на заводе в должности конструктора по строительству первых советских теплоходов-рефрижераторов. Ему пришлось вновь бросить учёбу в институте и работать на заводе. В общей сложности с вынужденными перерывами учёба Бесполова в институте продолжалась 17 лет.

### Кораблестроитель
В январе 1930 года после окончания института получил квалификацию «инженер-кораблестроитель». Заведовал большой корпусной мастерской, объединявшей плаз, разметку, обработку деталей судов, работал конструктором, принимал участие в разработке проектов сторожевых кораблей типа «Ураган», которые строились в Ленинграде, Николаеве и на Дальнем Востоке в 1927—1930 годах и вводились в строй в 1930—1935 годах. Также участвовал в проектировании и строительстве лидеров эскадренных миноносцев типа «Ленинград» на судостроительном заводе им. А. А. Жданова.
С середины 1930-х годов работал в ЦКБС-1 (было переименовано в ЦКБ-17, ныне ОАО «Невское проектно-конструкторское бюро») руководителем группы, помощником начальника отдела, начальником отдела. Участвовал в проектировании эскадренных миноносцев типа «Гневный» проекта 7, в составлении чертежей эсминца «Опытный», а также в разработке проекта и выпуске рабочих чертежей тяжёлого крейсера. Являлся помощником главного инженера строительства кораблей В. А. Никитина.
Летом 1939 года Бесполов был в числе приглашённых в Кремль на прием, посвященный первому Дню Военно-Морского Флота СССР. В том же году решением Народного комиссариата судостроительной промышленности СССР назначен главным конструктором тяжёлого линейного крейсера типа «Кронштадт» (проект 69). Всего планировалось построить 15 крейсеров данного типа. Два первых крейсера были заложены в декабре 1939 года: «Кронштадт» — на Адмиралтейском заводе в Ленинграде, а «Севастополь» в Николаеве на судостроительном заводе № 200. Из-за неготовности многих планируемых к установке на крейсера систем строительство шло с большими трудностями. В первые месяцы Великой Отечественной войны строительство кораблей было прекращено, а после окончания войны достройку крейсеров признали нецелесообразной.
В 1942 году Бесполов за разработку проектов боевых надводных кораблей, вместе с другими специалистами ЦКБ-17, — конструкторами В. А. Никитиным, А. И. Масловым, Н. Н. Исаниным, Б. С. Фрумкиным и Г. А. Гасановым был удостоен «Сталинской премии за выдающиеся изобретения и коренные усовершенствования методов производственной работы» первой степени в размере 150 тысяч рублей.
19 октября 1944 года Наркомат судостроительной промышленности поручил конструкторскому бюро завода № 189 (Балтийский завод) разработать проект восстановления линкора «Петропавловск». Главным конструктором проекта был назначен А. Г. Соколов, а его заместителем Бесполов, фактически возглавивший разработку эскизного проекта. Однако проект восстановления линкора «Петропавловск» по экономическим причинам не был реализован.
В декабре 1945 года Бесполов вступил в партию. В первые послевоенные годы исполнял обязанности главного конструктора линейного корабля проекта 24. С 1948 года работал в ЦКБ-Л (в 1949 году переименовано в ЦКБ-16, с 1966 года ЦПК «Волна», ныне ОАО "СПМБМ «Малахит»).
В 1950 году был назначен главным конструктором, а затем старшим научным сотрудником в ЦНИИ-45 (ныне Крыловский государственный научный центр). Защитил диссертацию на соискание учёной степени кандидата технических наук. Руководил выработкой предложений по строительству малых линейных кораблей. В 1976 году вышел на пенсию. Дважды избирался депутатом Ленинградского городского Совета.
Умер Федот Евдокимович Бесполов 27 января 1983 года в Ленинграде.

## Семья
Федот Бесполов с детства был влюблён в девушку Катю, с которой подружился ещё в Самаре. Жизнь и обстоятельства разъединили их, и только перед началом Великой Отечественной войны они встретились в Ленинграде. Екатерина была уже замужем и у неё росла дочь. Екатерина вместе с дочерью ушла от мужа к Бесполову. Своих детей Федот и Екатерина не имели. После смерти Екатерины её дочь — Вера Цинзерлинг, к тому времени вышедшая замуж и ставшая кандидатом медицинских наук, предлагала переехать Бесполову к ним, но он до конца своей жизни предпочёл жить в комнате коммунальной квартиры, чтя память о своей жене.

## Публикации
- Бесполов Ф. Е. «Параболический метод проектирования судовой поверхности», Труды НТО судпрома, вып.111, 1968, с.93-96

## Награды
- Сталинская премия первой степени (10 апреля 1942) — за разработку проектов боевых кораблей
- орден Трудового Красного Знамени
- орден Отечественной войны 2-й степени
- орден Красной Звезды[11]